# Coen Cuserhof
Het Coen Cuserhof is een rijksmonumentaal woongebouw aan de Olieslagerslaan in Haarlem. Het is gelegen in de Koninginnebuurt in stadsdeel Haarlem Zuid-West. Het is in de jaren 1907-1908 gebouwd als locatie voor het Gereformeerd of Burgerweeshuis en ter vervanging van de locatie in het Oudemannenhuis aan het Groot Heiligland.

## Geschiedenis

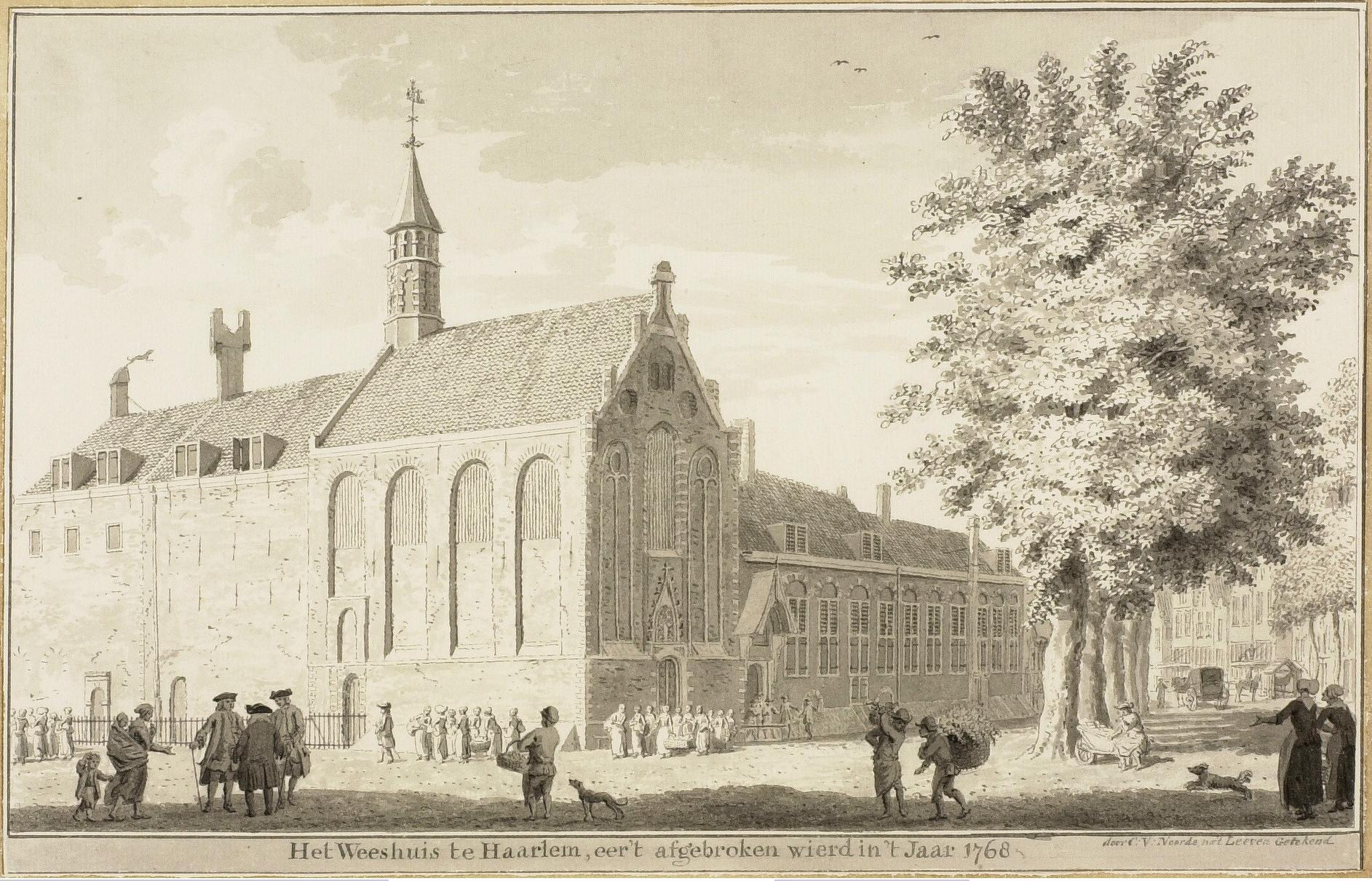
Het Heilige Geesthuis of stadsweeshuis aan het Krocht in Haarlem voordat het werd afgebroken in 1768. Het Hofje van Oorschot bevindt zich 1769 op deze plek.

De geschiedenis van het Gereformeerd of Burgerweeshuis gaat terug tot omstreeks 1400 toen Coenraad Cuser zijn woonhuis aan het Krocht aan de stad Haarlem schonk. Deze moest daar een Heilige Geesthuis stichten waar armen, ongelukkigen, wezen en vondelingen konden worden opgevangen. Door de jaren heen werd het vooral een plek waar weeskinderen werden opgevangen.

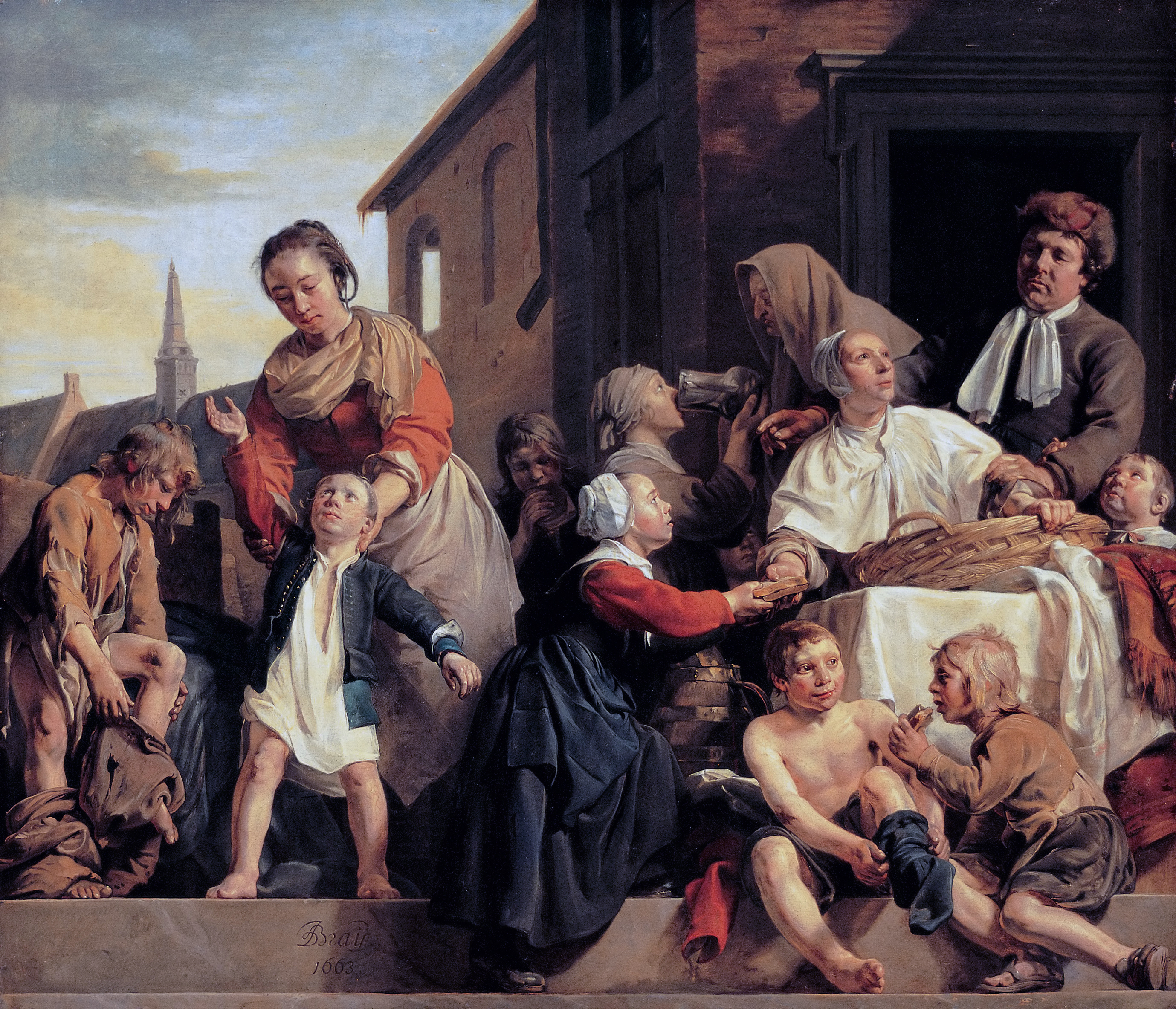
Het verzorgen van de kinderen…, door Jan de Bray, 1663. Dit schilderij laat de karakteristieke kleding zien van wezen in Haarlem, zij droegen zwarte kleding met een rode mouw.

Het weeshuis verhuisde in 1765 naar de Kinderhuisvest, naar het voormalig Maria Magdalenaklooster waar het werd samengevoegd met het in 1656 opgerichte Armekinderenhuis. Door de samenvoeging ontstaat krijgen de weeshuizen een gezamenlijke naam het Burgerweeshuis, maar het ook Gereformeerd Weeshuis komt ook voor. In 1768 werd het Heilige Geesthuis afgebroken en in 1769 is er het Hofje van Oorschot gelegen.
Van 1810 tot 1908 werd het weeshuis ondergebracht in het Oudemannenhuis. In 1854 werd het weeshuis eigendom van de Hervormde Kerk. In 1858 werd het gebouw uitgebreid met twee klaslokalen waar ook stadskinderen onderwijs konden krijgen. De stad wilde het gebouw van het voormalige Oude Mannenhuis gebruiken om er een museum te stichten. Bovendien werd pand te klein en te duur voor onderhoud. Er werd daarom gekeken naar een andere plek om het weeshuis onder te brengen. Deze werd gevonden aan de Olieslagerslaan. Op 14 mei 1913 werd in het voormalige Oudemannenhuis het Frans Halsmuseum geopend.
Na de Tweede Wereldoorlog werd de organisatie van het weeshuis een stichting. Ook werden er sindsdien meer niet-wezen opgenomen. In 1959 is de stichting, Stichting Coen Cuserhuis, gaan heten, vernoemd naar de oprichter van het Heilige Geesthuis aan het Krocht. Er werd met de stichting ook meer nadruk gelegd op kleinere woon- of leefgroepen om de jongeren zo zelfstandig een plek in de maatschappij te kunnen geven. Het weeshuis werd in 1988 opgeheven en te koop aangeboden. Dit nadat het concept van een weeshuis steeds meer uit de tijd raakte. 
- Rijksmonument: 513322